# Rotax 275
Der Rotax 275 ist ein luftgekühlter Einzylinder-Zweitakt-Flugzeugmotor. Er wird vom österreichischen Unternehmen BRP-Rotax für den Einbau in Motorsegler gebaut. Er verfügt über eine Einzelmagnetzündung und ein Getriebe zum Antrieb eines Propellers. Zugelassen wurde er im November 1988 in Österreich.

## Verwendung
- Glaser-Dirks DG-600M
- Schleicher ASH 25E
- Schleicher ASW 24E